# Neil Jordan

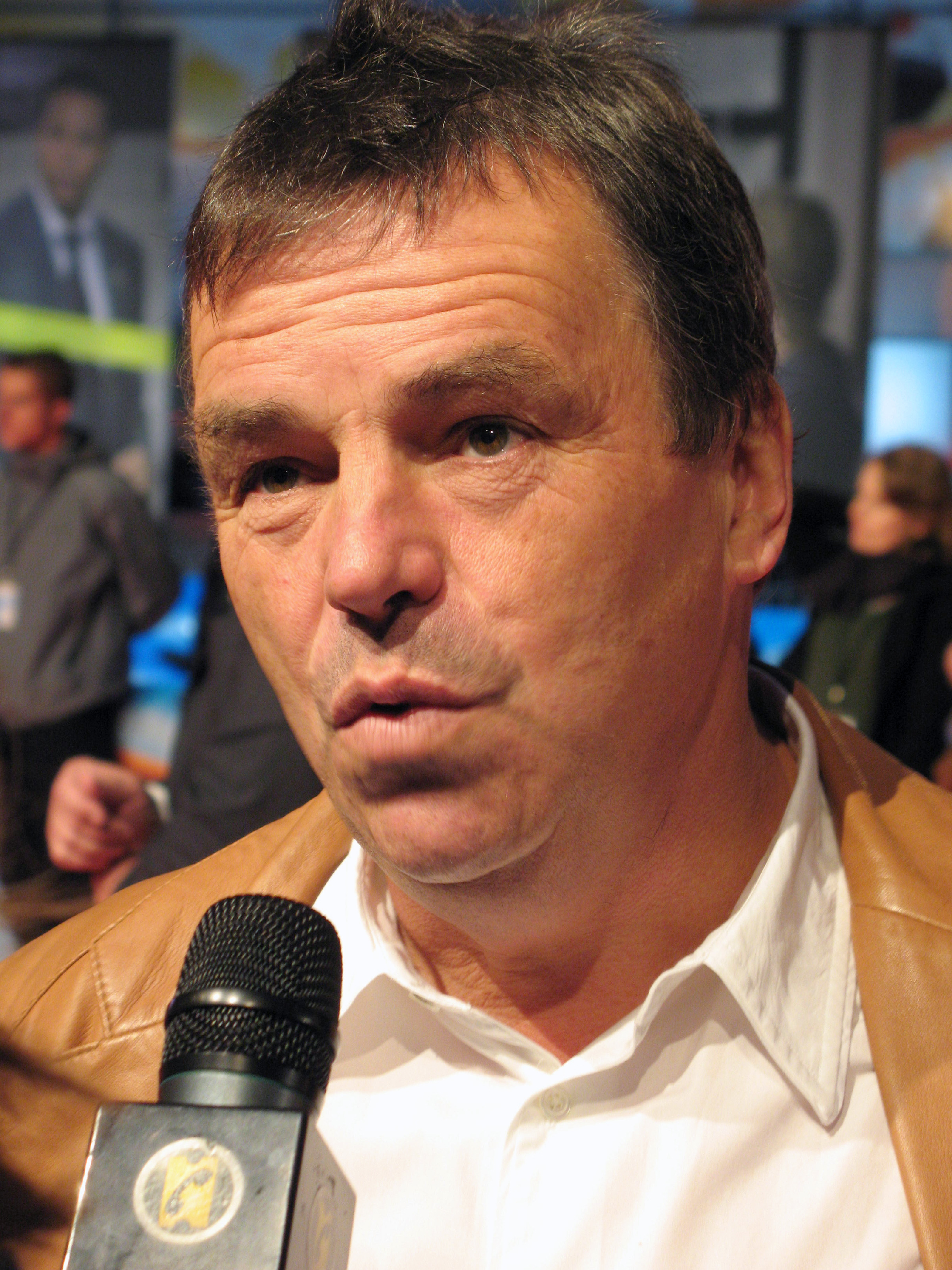
Neil Jordan (Berlin, September 2007)

Neil Jordan (* 25. Februar 1950 im County Sligo, Irland) ist ein irischer Filmregisseur, Drehbuchautor, Produzent und Schriftsteller.

## Karriere
Neil Jordan begann nach seinem Studium von Englischer Literatur und Geschichte am University College Dublin zunächst als Schriftsteller. Sein preisgekröntes Erstlingswerk Nights in Tunisia (1976) gab er in der von ihm mitbegründeten Irish Writers Cooperative heraus und verwendete es später als Vorlage für den Film Miracle – Ein geheimnisvoller Sommer. Auch beim Film begann er als Drehbuchautor mit Miracles & Miss Langan (1979 für TV) und Traveller (1981).

## Filme
Neil Jordans erster Spielfilm, für den er auch selbst das Drehbuch schrieb, war 1982 Angel – Straße ohne Ende. Nach diesem Erfolg entstanden weitere Filme, die ihm zu internationaler Bekanntheit verhalfen. Die Zeit der Wölfe von 1984 ist heute weit mehr als ein Geheimtipp (und auch kein Kinderfilm).
Sein Film Mona Lisa mit Michael Caine und Bob Hoskins stand bei den Internationalen Filmfestspielen von Cannes 1986 im Wettbewerb um die Goldene Palme, wobei sein Hauptdarsteller Hoskins den Darstellerpreis gewann. Für seinen doppelbödigen Thriller The Crying Game mit Stephen Rea gewann Jordan 1993 einen Oscar für das Beste Drehbuch. Er selbst wurde als Bester Regisseur nominiert.
Der Film Michael Collins, der von Michael Collins und Éamon de Valera handelt, konnte fast wieder an diesen Erfolg anknüpfen. Ein Jahr später wurde Jordan bei der Berlinale 1998 für die Literaturverfilmung The Butcher Boy (nach dem gleichnamigen Roman von Patrick McCabe) als Bester Regisseur mit einem Silbernen Bären ausgezeichnet. Der Film selbst stand im Wettbewerb um den Goldenen Bären. Die Fremde in dir schaffte es 2007 auf Platz eins der US-Kinocharts.

## Literarische Werke
Jordan begann seine Karriere als Autor von kurzen Erzählungen, die 1976 gesammelt im Band Nights in Tunisia erschienen. Jordans Bücher sind den Filmen zum Teil nicht unähnlich. Insbesondere im Roman The Past (1980) zeichnet er in fast impressionistischem Stil mit stark filmisch beeinflussten Bildern die kulturelle und politische Entwicklung Irlands in der ersten Hälfte des 20. Jahrhunderts nach. Im 15 Jahre später erschienen Sunrise with Seamonster steht das Thema auf ähnliche Weise im Blickpunkt, jedoch wechselt die Perspektive. Die in The Past nachvollziehbare, wenn auch widersprüchliche innere Entwicklung Irlands ist hier durchbrochen. Der spanische Bürgerkrieg bildet hier die Zäsur, an der sich sowohl Generationen als auch politische Gesinnungen und menschliche Handlungsweisen spalten. Die Rolle der Vergangenheit in der Gegenwart sowie das Verhältnis von Realität und Irrealität spielen immer wieder eine Rolle. Dies kommt besonders in The Dream of a Beast (1983) zur Geltung, einem thematisch an Kafkas Verwandlung gemahnenden Roman, in dem die (allmähliche) körperliche Verwandlung eines „normalen Familienvaters“ in ein nicht genau zu definierendes Tier-Mensch-Mischwesen zu Fragen der Existenz, Realität, Wahrnehmung, Vergänglichkeit und Wandelbarkeit führt.
2011 erhielt Jordan den Kerry Group Irish Fiction Award und den Irish Book Award (Irish novel of the year) für seinen Roman Mistaken.

## Filmografie (Auswahl)
Regie
- 1982: Angel – Straße ohne Ende (Angel)
- 1984: Die Zeit der Wölfe (The Company of Wolves)
- 1986: Mona Lisa
- 1988: High Spirits
- 1989: Wir sind keine Engel (We’re No Angels)
- 1991: Miracle – Ein geheimnisvoller Sommer (The Miracle)
- 1992: The Crying Game (auch Drehbuch)
- 1994: Interview mit einem Vampir (Interview with the Vampire: The Vampire Chronicles)
- 1996: Michael Collins
- 1997: Butcher Boy – Der Schlächterbursche (The Butcher Boy)
- 1999: Jenseits der Träume (In Dreams)
- 1999: Das Ende einer Affäre (The End of the Affair, auch Produktion und Drehbuch)
- 2000: Not I (Kurzfilm basierend auf Samuel Beckett)
- 2002: Der Dieb von Monte Carlo (The Good Thief)
- 2005: Breakfast on Pluto
- 2007: Die Fremde in dir (The Brave One)
- 2009: Ondine – Das Mädchen aus dem Meer (Ondine)
- 2011–2013: Die Borgias (The Borgias, auch Idee, Produktion und Drehbuch)
- 2012: Byzantium
- 2018: Greta
- 2022: Marlowe

Produktion
- 2003: Intermission – Regie: John Crowley
- 2003: The Actors – Regie: Conor McPherson

Drehbuch
- 1981: Landfahrer (Traveller) – Regie: Joe Comerford

Schauspieler
- 2008: A Film with Me in It

## Bücher
- Nights in Tunisia. Erzählungen. Co-Op Books 1976, dt. Verführung. Goldmann, 1996.
- The Past. Roman. Jonathan Cape, 1980.
- The Dream of a Beast. Roman. Jonathan Cape, 1983.
- Sunrise with Sea Monster. Roman. Jonathan Cape 1995, dt. Nocturno. Goldmann, 1995.
- Shade. Roman. John Murray 2005, dt. Schatten. Berlin Verlag, Berlin 2005.
- Mistaken. Roman. John Murray, 2011.